# Jean-Jacques Houzé
Pour les articles homonymes, voir Houzé.
Jean-Jacques Houzé, né le 8 mai 1971 à Saint-Brieuc (Côtes-du-Nord), est un footballeur français devenu entraîneur.

## Biographie

### Carrière de joueur
Jean-Jacques Houzé commence le football à Saint-René Hillion. Il intègre le centre de formation de l'En avant de Guingamp à douze ans. International cadet en 1987 aux côtés de Fabien Barthez et Christophe Ferron,, ce joueur de grande taille (1,82 m pour 78 kg) évolue comme milieu de terrain puis défenseur.
Il a 18 ans lorsqu'il est lancé en D2 par Erick Mombaerts. Il fait partie de l'épopée de l'En avant Guingamp, qui passe du National à la D1 en deux ans. Il quitte le club à l'été 1996 après avoir disputé les phases de poule de la Coupe Intertoto, que l'EAG remportera.
Il rejoint Louhans-Cuiseaux, modeste club de Division 2. Le club bressan est relégué en 1998 mais Jean-Jacques Houzé réalise une bonne deuxième saison à titre personnel, ce qui lui vaut d'être nommé dans l'équipe type de D2 par le magazine France Football. Il est recruté par le Stade lavallois, un club plus ambitieux où il reste trois ans et dont il garde un excellent souvenir. Après Laval il signe à Rouen (CFA), avec lequel il monte en National. Mais il n'est pas conservé et part au Puy-en-Velay en CFA2, où il passes ses diplômes d'entraîneur et prend en charge l'équipe des 14 ans.

### Reconversion
Il est par la suite entraîneur-joueur au Dinan Léhon FC dans les Côtes-d'Armor. Il réussit à hisser le club de la DSR au CFA2.
De 2017 à 2022 il est manager général du SC Morlaix, club de Régional 2. Il est démis de ses fonctions le 24 janvier 2022.
En mai 2022 il devient entraîneur du RC Ploumagoar en R2.

## Carrière
- 1986-1996 :  EA Guingamp
- 1996-1998 :  CS Louhans-Cuiseaux
- 1998-2000 :  Stade lavallois